# Grand Prix Turynu 1946
Grand Prix Turynu 1946, ofic. III Gran Premio del Valentino – jeden z wyścigów Grand Prix rozegranych w 1946 roku w Turynie, a trzeci spośród tzw. Grandes Épreuves.

## Lista startowa
Na niebieskim tle kierowcy, którzy nie wzięli udziału w kwalifikacjach, lecz współdzielili samochód w czasie wyścigu
| Nr | Kierowca            | Zespół                      | Samochód           | Silnik       |   |
| -- | ------------------- | --------------------------- | ------------------ | ------------ | - |
| 2  | Raph                | Ecurie Naphtra Course       | Maserati 4CL       | Maserati L4  | ? |
| 4  | Dioscoride Lanza    | Ecurie Naphtra Course       | Maserati 4CM       | Maserati L4  | ? |
| 6  | Harry Schell        | Ecurie Lucy O'Reilly Schell | Maserati 6CM       | Maserati L6s | ? |
| 8  | Giuseppe Farina     | Alfa Corse                  | Alfa Romeo 158     | Alfa Romeo   | ? |
| 10 | Eugène Chaboud      | SFACS Ecurie France         | Delahaye 135       | Delahaye L6  | ? |
| 12 | Georges Grignard    | SFACS Ecurie France         | Delahaye 135       | Delahaye L6  | ? |
| 16 | Giorgio Pelassa     | prywatny                    | Maserati 4CL       | Maserati L4c | ? |
| 18 | Leslie Brooke       | prywatny                    | ERA B              | ERA L6c      | ? |
| 22 | Raymond Sommer      | Scuderia Milano             | Maserati 4CL       | Maserati L4  | ? |
| 24 | Consalvo Sanesi     | Alfa Corse                  | Alfa Romeo 158     | Alfa Romeo   | ? |
| 26 | Enrico Plaé         | Scuderia Milano             | Maserati 4CL       | Maserati L4  | ? |
| 26 | Piero Taruffi       | Cisitalia Spa               | Cisitalia D46      | FIAT L4      | ? |
| 28 | Arialdo Ruggeri     | Scuderia Milano             | Maserati 4CL       | Maserati L4c | ? |
| 32 | Christian Kautz     | Ecurie Autosport            | Maserati 4CL       | Maserati L4  | ? |
| 34 | Piero Dusio         | Cisitalia Spa               | Cisitalia D46      | FIAT L4      | ? |
| 36 | Henri Louveau       | Scuderia Milano             | Maserati 4CL       | Maserati L4c | ? |
| 38 | Vittorio Mazzonis   | prywatny                    | MF .               | FIAT L       | ? |
| 42 | Reg Parnell         | prywatny                    | ERA A              | ERA L6c      | ? |
| 46 | Achille Varzi       | Alfa Corse                  | Alfa Romeo 158     | Alfa Romeo   | ? |
| 48 | Tazio Nuvolari      | Scuderia Milano             | Maserati 4CL       | Maserati L4c | ? |
| 50 | Peter Whitehead     | prywatny                    | ERA E              | ERA L6c      | ? |
| 52 | Jean-Pierre Wimille | Alfa Corse                  | Alfa Romeo 158     | Alfa Romeo   | ? |
| 54 | Carlo Felice Trossi | Alfa Corse                  | Alfa Romeo 158     | Alfa Romeo   | ? |
| 56 | Louis Chiron        | Ecurie Autosport            | Alfa Romeo 158     | Maserati L4  | ? |
| 58 | Franco Cortese      | Scuderia Milano             | Maserati 4CL       | Maserati L4c | ? |
| 62 | Luigi Platé         | prywatny                    | Talbot-Darracq 700 | Talbot L8s   | ? |
| 64 | Emilio Romano       | prywatny                    | Maserati 4CM       | Maserati L4c | ? |
| Nr | Kierowca            | Zespół                      | Samochód           | Silnik       |   |

## Wyniki

### Wyścig
Źródło: statsf1
| 1                  |    | 46       | Achille Varzi       | Alfa Romeo     | 60            | 2:35:45,8       |  |
| 2                  |    | 52       | Jean-Pierre Wimille | Alfa Romeo     | 60            | +0:00,5         |  |
| 3                  |    | 22       | Raymond Sommer      | Maserati       | 58            | +2 okr          |  |
| 4                  |    | 10       | Eugène Chaboud      | Delahaye       | 55            | +5 okr          |  |
| 5                  |    | 26       | Enrico Platé        | Maserati       | 55            | +5 okr          |  |
| 6                  |    | 54       | Carlo Felice Trossi | Alfa Romeo     | 51            | +9 okr          |  |
| 7                  |    | 56       | Louis Chiron        | Alfa Romeo     | 50            | +10 okr         |  |
| 8                  |    | 18       | Leslie Brooke       | ERA            | 50            | +10 okr         |  |
| 9                  |    | 4        | Dioscoride Lanza    | Maserati       | 50            | +10 okr         |  |
| Niesklasyfikowani  |    |          |                     |                |               |                 |  |
|                    |    | 32       | Christian Kautz     | Maserati       | 37            | ?               |  |
|                    |    | 50       | Peter Whitehead     | ERA            | 31            | Skrzynia biegów |  |
|                    |    | 36       | Henri Louveau       | Maserati       | 29            | Doładowanie     |  |
|                    |    | 58       | Franco Cortese      | Maserati       | 24            | Magneto         |  |
|                    |    | 28       | Arialdo Ruggeri     | Maserati       | 16            | Doładowanie     |  |
|                    |    | 48       | Tazio Nuvolari      | Maserati       | 12            | Stracone koło   |  |
|                    |    | 16       | Giorgio Pelassa     | Maserati       | 9             | Stracone koło   |  |
|                    |    | 24       | Consalvo Sanesi     | Alfa Romeo     | 7             | Magneto         |  |
|                    |    | 64       | Emilio Romano       | Maserati       | 6             | ?               |  |
|                    |    | 42       | Reg Parnell         | ERA            | 2             | Skrzynia biegów |  |
|                    |    | 8        | Giuseppe Farina     | Alfa Romeo     | 0             | Skrzynia biegów |  |
| Niezakwalifikowani |    |          |                     |                |               |                 |  |
|                    |    | 2        | Raph                | Maserati       |               |                 |  |
|                    |    | 6        | Harry Schell        | Maserati       |               |                 |  |
|                    |    | 26       | Piero Taruffi       | Cisitalia      |               |                 |  |
|                    |    | 34       | Piero Dusio         | Cisitalia      |               |                 |  |
|                    |    | 12       | Georges Grignard    | Delahaye       |               |                 |  |
|                    |    | 38       | Vittorio Mazzonis   | MF             |               |                 |  |
|                    |    | 62       | Luigi Platé         | Talbot-Darracq |               |                 |  |
| P                  | Nr | Kierowca | Konstruktor         | Okr.           | Czas / Strata | Komentarz       |  |

### Najszybsze okrążenie
Źródło: silhouet.com
| Nr | Kierowca            | Konstruktor | Czas   | Okr. |
| -- | ------------------- | ----------- | ------ | ---- |
| 52 | Jean-Pierre Wimille | Alfa Romeo  | 2:22,1 |      |